# أوكان كورت
أوكان كورت (11 يناير 1995 في ألمانيا - ) هو لاعب كرة قدم ألماني وتركي في مركز الوسط. شارك مع منتخب تركيا تحت 16 سنة لكرة القدم. أما مع النوادي، فقد لعب مع نادي سانت باولي.

## وصلات خارجية
- أوكان كورت على موقع اتحاد تركيا (لاعب) (الإنجليزية)
- أوكان كورت على موقع اتحاد تركيا (لاعب) (الإنجليزية)
- أوكان كورت على موقع قاعدة بيانات كرة القدم.إي يو (الإنجليزية)
- أوكان كورت على موقع Soccerway.com (الإنجليزية)
- أوكان كورت على موقع عالم كرة القدم.نت (الإنجليزية)